# Psalidodon
 Psalidodon  ist eine Süßwasserfischgattung aus der Salmlerfamilie Acestrorhamphidae, die in Südamerika vorkommt. Die Gattung wurde im Jahr 1911 durch den deutsch-US-amerikanischen Ichthyologen Carl H. Eigenmann eingeführt mit P. gymnodontus als einziger Art. Pavanelli und Oliveira synonymisierten im Jahr 2009 Psalidodon mit Astyanax. Im April 2020 wurde Psalidodon revalidiert und mehr als 30 Arten, die vorher zur polyphyletischen Gattung Astyanax gehörten wurden Psalidodon zugeordnet.

## Merkmale
Von anderen Gattungen der Unterfamilie Stethaprioninae unterscheidet sich Psalidodon unter anderem durch eine Kombination folgender Merkmale: Der Rhinosphenoid (ein spezieller Schädelknochen einiger Salmler) besitzt keinen nach hinten gerichteten Fortsatz, der zwischen den Geruchsnerven verläuft. Mit Ausnahme von P. erythropterus und P. pelegrini befinden sich im hinteren Bereich der Schuppen keine Circuli (konzentrische Wachstumsringe). Auf der Maxillare befinden sich 0 bis 3 Zähne, in den meisten Fällen ein. Die Zähne auf der Maxillare und die Zähne der äußeren Zahnreihe auf der Prämaxillare haben fünf oder mehr Spitzen. Der Afterflossenansatz liegt vor einer senkrechten Linie durch den letzten Flossenstrahl der Rückenflosse. Die Schwanzflosse ist unbeschuppt. Außerdem wird die Monophylie der Gattung durch 4 molekulare Synapomorphien gestützt.

## Äußere Systematik
Psalidodon gehört zur Salmlerfamilie Acestrorhamphidae und wird dort in die Unterfamilie Acestrorhamphinae gestellt, zu der auch die Gattungen Andromakhe, Astyanax, Ctenobrycon und Oligosarcus, sowie der Gelbe von Rio (Hyphessobrycon bifasciatus) und Hyphessobrycon isiri aus der nicht monophyletischen Gattung Hyphessobrycon gehören.

## Arten

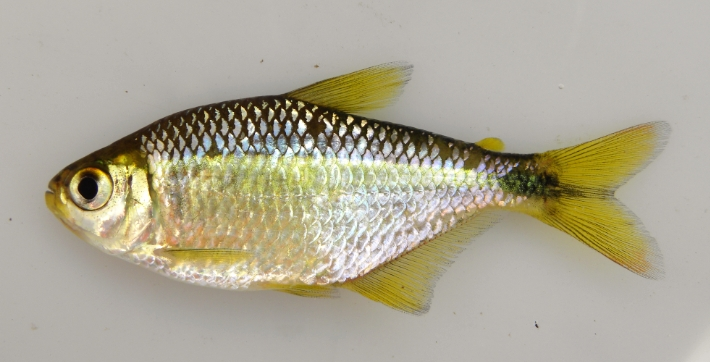
Psalidodon dissensus

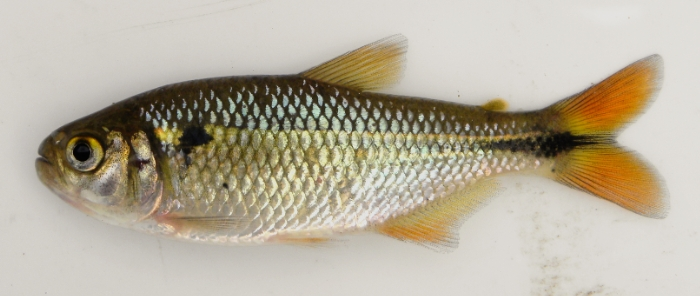
Psalidodon laticeps

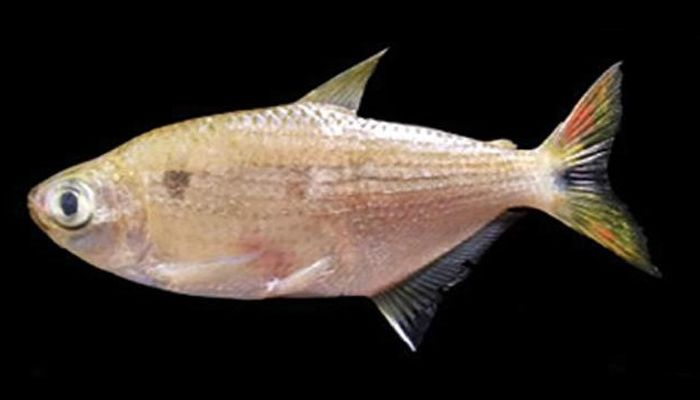
Psalidodon parahybae

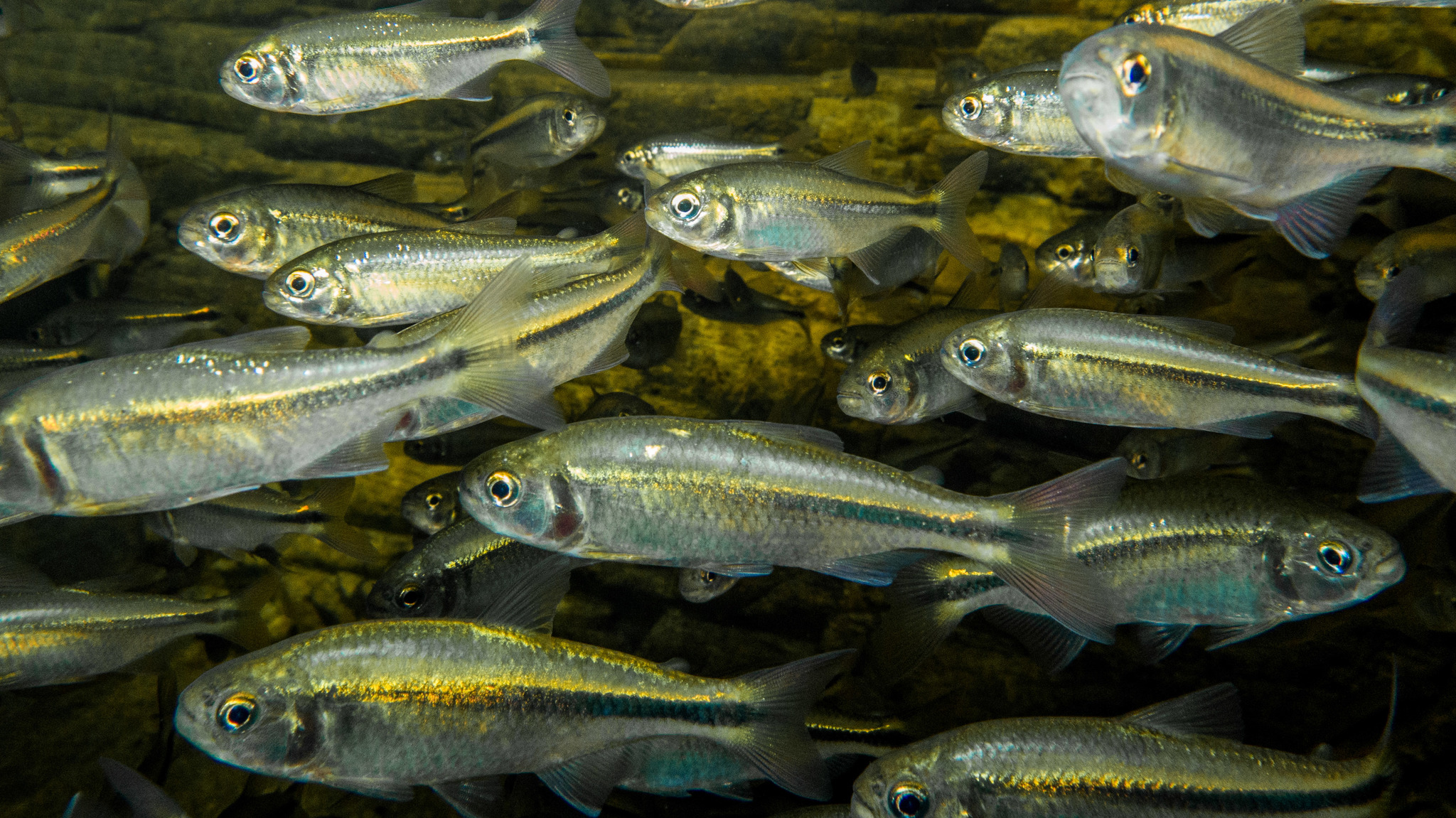
Psalidodon paranae

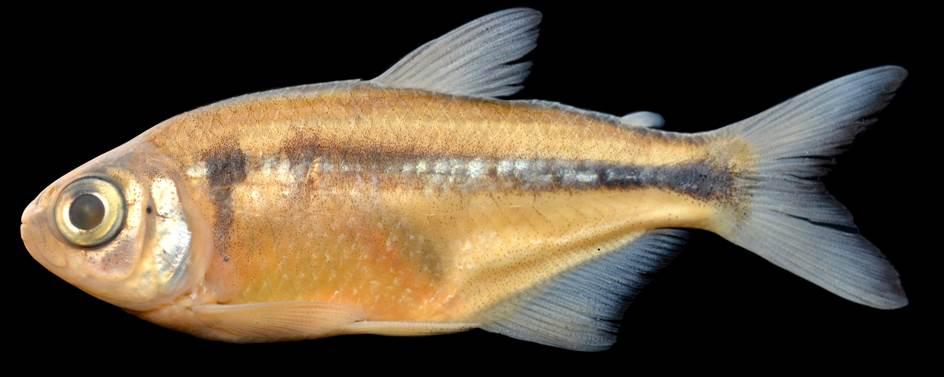
Psalidodon powelli

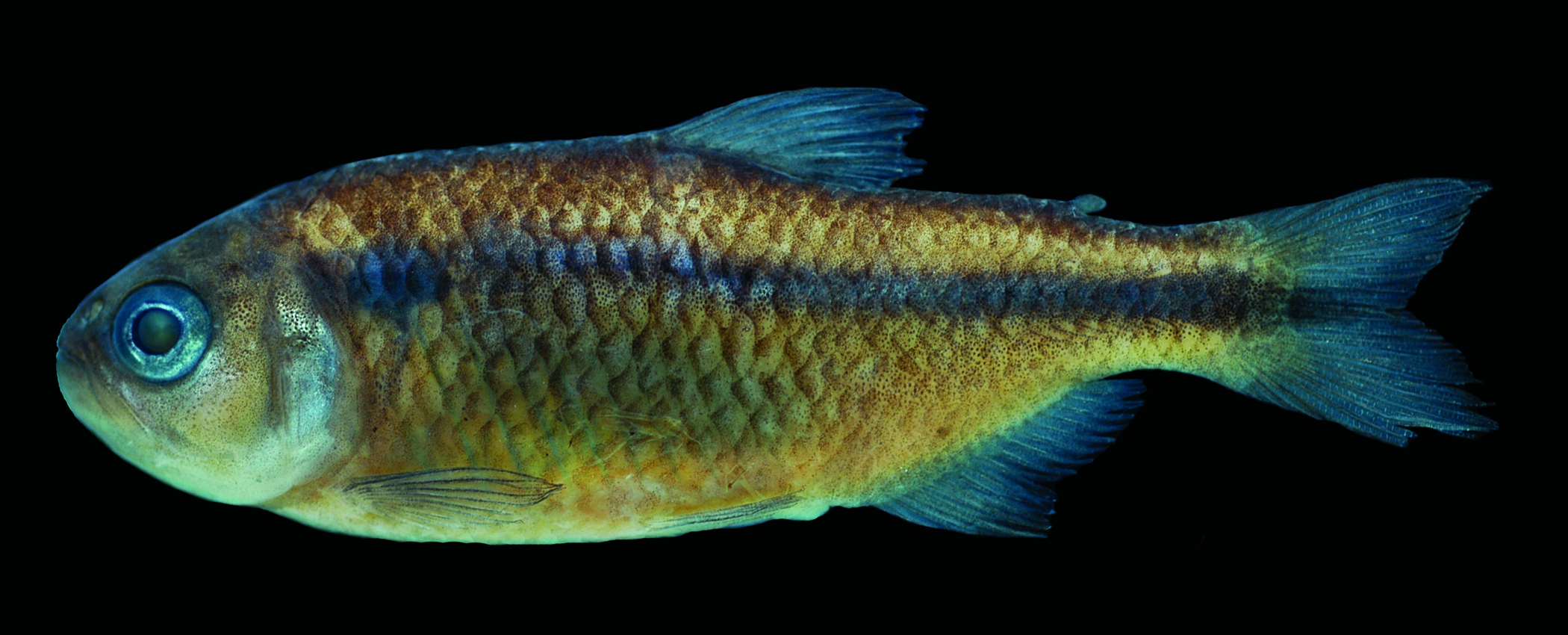
Psalidodon uaiso

Zu Psalidodon gehören über 45 Arten:
- Rautenflecksalmler (Psalidodon anisitsi (Eigenmann, 1907))
- Psalidodon balbus (Myers, 1927)
- Psalidodon bifasciatus (Garavello & Sampaio, 2010)
- Psalidodon biotae	(Castro & Vari, 2004)
- Psalidodon bockmanni (Vari & Castro, 2007)
- Psalidodon chico (Casciotta & Almirón, 2004)
- Psalidodon correntinus (Holmberg, 1891)
- Psalidodon cremnobates (Bertaco & Malabarba, 2001)
- Psalidodon crenuchoides (Zarske & Géry, 1999)
- Psalidodon dissensus (Lucena et al., 2013)
- Psalidodon dissimilis	(Garavello & Sampaio, 2010)
- Psalidodon eigenmanniorum (Cope, 1894)
- Psalidodon endy (Mirande et al., 2006)
- Psalidodon erythropterus (Holmberg, 1891)
- Psalidodon fasciatus (Cuvier, 1819)
- Psalidodon goyacensis (Eigenmann, 1908)
- Psalidodon gymnodontus (Eigenmann, 1911), Typusart
- Psalidodon gymnogenys Eigenmann, 1911
- Psalidodon hamatus (Bertaco & Malabarba, 2005)
- Psalidodon henseli (de Melo & Buckup, 2006)
- Psalidodon hermosus (Miquelarena, Protogino & López, 2005)
- Psalidodon ita (Almirón, Azpelicueta & Casciotta, 2002)
- Psalidodon jequitinhonhae (Steindachner, 1877)
- Psalidodon kalunga (Bertaco & Carvalho, 2010)
- Psalidodon laticeps (Cope, 1894)
- Psalidodon leonidas (Azpelicueta, Casciotta & Almirón, 2002)
- Psalidodon marionae (Eigenmann, 1911)
- Psalidodon minor (Garavello & Sampaio, 2010)
- Psalidodon ojiara (Azpelicueta & Garcia, 2000)
- Psalidodon pampa (Casciotta et al., 2005)
- Psalidodon parahybae (Eigenmann, 1908)
- Psalidodon paranae (Eigenmann, 1914)
- Psalidodon pelegrini (Eigenmann in Eigenmann, McAtee & Ward, 1907)
- Psalidodon powelli (Terán et al., 2017)
- Psalidodon puka (Mirande, Aguilera & Azpelicueta, 2007)
- Psalidodon pynandi (Casciotta, Almirón, Bechara, Roux & Ruiz Diaz, 2003)
- Psalidodon rivularis (Lütken, 1875)
- Psalidodon rutilus (Jenyns, 1842)
- Psalidodon schubarti (Britski, 1964)
- Psalidodon togoi (Miquelarena & Lopez, 2006)
- Psalidodon troya (Azpelicueta, Casciotta & Almirón, 2002)
- Psalidodon tumbayaensis (Miquelarena & Menni, 2005)
- Psalidodon uaiso (Carvalho & Langeani, 2013)
- Psalidodon uberaba (Serra & Langeani, 2015)
- Psalidodon varzae (Abilhoa & Luboc, 2007)
- Psalidodon vermilion (Zanata & Camelier, 2009)
- Psalidodon xavante (Garutti & Venere, 2009)
- Psalidodon xiru (Lucena et al., 2013)